# Усенов, Урал Усенович
Уралкан Усенович Усенов (8 сентября 1929, Кокчетав — 2 мая 2015, Алматы) — советский и казахский альпинист и тренер. Мастер спорта СССР (08.02.1958), заслуженный тренер КазССР (1977).

## Биография
Родился в 1929 году.
Учился в учебном центре по подготовке инструкторов по спортивному альпинизму «Горельник». В 1947 году окончил учебный центр, после чего в течение полувека работал инструктором Казахского клуба альпинистов, «был лесорубом, моряком, шахтером». Также работал учителем физкультуры в одной из школ Алма-Аты. Продолжал преподавать свой предмет, когда ему было уже более 80 лет. В 1954 году под руководством У. Усенова и В. Ельнова проходил 15-дневный лыжный поход школьников Алма-Аты. Общая протяжённость маршрута составила 300 км.
В 1955 году участвовал в экспедиции на пик Победы под руководством Е. Колокольникова. Его группа попала в сильнейший снегопад, в дополнение к которому начался штормовой ветер. Группа оказалась в беспомощном положении, началась паника. Руководитель штурмовой группы Шипилов отдал распоряжение двоим участникам похода (Усенову и Сигитову) спускаться вниз за помощью, разрешив присоединиться к ним всем, кто способен идти. Из отправившихся в дорогу с Усеновым и Сигитовым остался только Суслов, остальные через 100 метров пути вернулись назад. В дороге Суслов умер, а Сигитов, оставив Усенова у трупа товарища, отправился в путь один. Сутки прождав возвращения друга, Усенов, опасаясь обморожения, начал спуск вниз и по дороге «обнаружил следы Сигитова, которые заканчивались бороздой скольжения и обрывались в сторону перевала Чон-Торен». Путь Усенова проходил по леднику, где он и попал в глубокую трещину, наполненную водой. Попытки выбраться самостоятельно с помощью ледоруба всякий раз заканчивались неудачей, из-за слабости он всё время срывался вниз. С обмороженными руками и ногами, его, пробывшего в трещине 26 часов, нашли члены другой штурмовой группы. Урал Усенов стал единственным выжившим участником штурмовой группы (не считая четверых альпинистов группы, вернувшихся обратно в лагерь в первые дни штурма).

В 1956 году в составе объединённой команды московского ДСО «Спартак» и Казахского клуба альпинистов, возглавляемой В. Абалаковым, поднялся на пик Победы. Рассказывая об этом походе, В. А. Кизель, восхищался мужеством Усенова, его волей к победе, вспоминая:
В 1949 г. его снесло лавиной, в прошлом году ― он единственный из казахской группы, нашедший моральную силу спуститься (ослеп, потеряв очки, на леднике провалился в трещину и случайно был спасен), и идет с нами.
Это восхождение заняло 1-е место в чемпионате СССР по альпинизму в классе высотных восхождений. Большая российская энциклопедия отмечает, что это было первое восхождение на пик Победы.
8 февраля 1958 года был удостоен звания мастера спорта СССР. Представлял общество «Енбек» (Алма-Ата).
Урала Усенова называют в числе плеяды «великолепных казахстанских высотников, впоследствии ставших „снежными барсами“, покорителями самых знаменитых вершин планеты: её восьмитысячников», имена которых остались в истории мирового альпинизма.

## Спортивные достижения

### Чемпионаты СССР по альпинизму
- 1956 год —  1-е место (высотный класс), восхождение на пик Победы[13]

## Интервью
- «Цена победы» — История восхождения на пик «Победа» команды Казахской ССР в 1955 году, M-art Production. 2005 год